# ドリードルフ
ドリードルフ (ドイツ語: Driedorf) は、ドイツ連邦共和国ヘッセン州ギーセン行政管区のラーン＝ディル郡に属す町村（以下、本項では便宜上「町」と記述する）である。

## 地理

### 位置
ドリードルフは、ヴェスターヴァルトの高地、高度416 m から 643 m に位置している。ヴェスターヴァルトのヘッセン部分の最高峰ヘルベルクはこの町の町域にある。
ラーン＝ディル郡の西端は、この町とヴィリンゲン（ラインラント＝プファルツ州）との町境上にある。

### 隣接する市町村
ドリードルフは、北はブライトシャイト、東はヘルボルン、南はグライフェンシュタイン（以上いずれもラーン＝ディル郡）、西はオーバーロート、レーエ、ホムベルク、ヴァイガンツハイン、ニスター＝メーレンドルフ、ヴィリンゲン（いずれもラインラント＝プファルツ州ヴェスターヴァルト郡）と境を接している。

### 自治体の構成
この町には、ドリードルフ地区の他、マーデミューレン（アン・デア・クロムバッハタールシュペレ集落を含む）、ロート、ヴァルトアウバッハ、ミュンヒハウゼン、ホーエンロート、ハイスターベルク、ハイリゲンボルン、ザイルホーフェンの各地区が属している。

## 歴史
ドリードルフは、1124年に初めて文献に記録されている。

### 町村合併
- 1971年10月1日、ハイリゲンボルン、ハイスターベルク、ホーエンロートが合併した。
- 1972年7月1日、これにミュンヒハウゼンが加わった[2]。
- 1977年1月1日、マーデミューレン、ロート、ザイルホーフェン、ヴァルトアウバッハが、「ディル郡、ギーセン郡、ヴェッツラー郡、ギーセン市の新設に関する法律」に基づき合併した[3][4]。

### 領邦と行政機構
以下にドリードルフが属した領邦と行政機構を列記する。
- 1739年以前: 神聖ローマ帝国ナッサウ＝ディレンブルク伯領/侯領（ドイツ語版）アムト・ドリードルフ[7]
- 1739年から: 神聖ローマ帝国ナッサウ＝ディーツ侯領（ドイツ語版）アムト・ヘルボルン
- 1806年から1813年: ベルク大公国（ドイツ語版、英語版）ジーク県ヘルボルン小郡
- 1813年から1815年: ナッサウ＝オラニア侯国アムト・ヘルボルン
- 1816年から: ドイツ連邦ナッサウ公国アムト・ヘルボルン
- 1849年から: ドイツ連邦ナッサウ公国クライスアムト・ヘルボルン
- 1854年から: ドイツ連邦ナッサウ公国アムト・ヘルボルン
- 1867年から: 北ドイツ連邦プロイセン王国ヘッセン＝ナッサウ州（ドイツ語版、英語版）ヴィースバーデン県ディル郡
- 1871年から: ドイツ国プロイセン王国ヘッセン＝ナッサウ州ヴィースバーデン県ディル郡
- 1918年から: ドイツ国プロイセン自由州ヘッセン＝ナッサウ州ヴィースバーデン県ディル郡
- 1932年から: ドイツ国プロイセン自由州ヘッセン＝ナッサウ州ヴィースバーデン県ディレンブルク郡
- 1933年から: ドイツ国プロイセン自由州ヘッセン＝ナッサウ州ヴィースバーデン県ディル郡
- 1945年から: アメリカ管理地区（ドイツ語版）グロース＝ヘッセン（ドイツ語版、英語版）、ヴィースバーデン行政管区ディル郡
- 1949年から: ドイツ連邦共和国ヘッセン州ヴィースバーデン行政管区ディル郡
- 1968年から: ドイツ連邦共和国ヘッセン州ダルムシュタット行政管区ディル郡
- 1971年10月1日から: ドリードルフ、ハイリゲンボルン、ハイスターベルク、ホーエンロートが合併して新たな自治体ドリードルフが成立。行政機関の所在地はドリードルフ地区
- 1977年から: ドイツ連邦共和国ヘッセン州ダルムシュタット行政管区ラーン＝ディル郡
- 1981年から: ドイツ連邦共和国ヘッセン州ギーセン行政管区ラーン＝ディル郡

## 行政

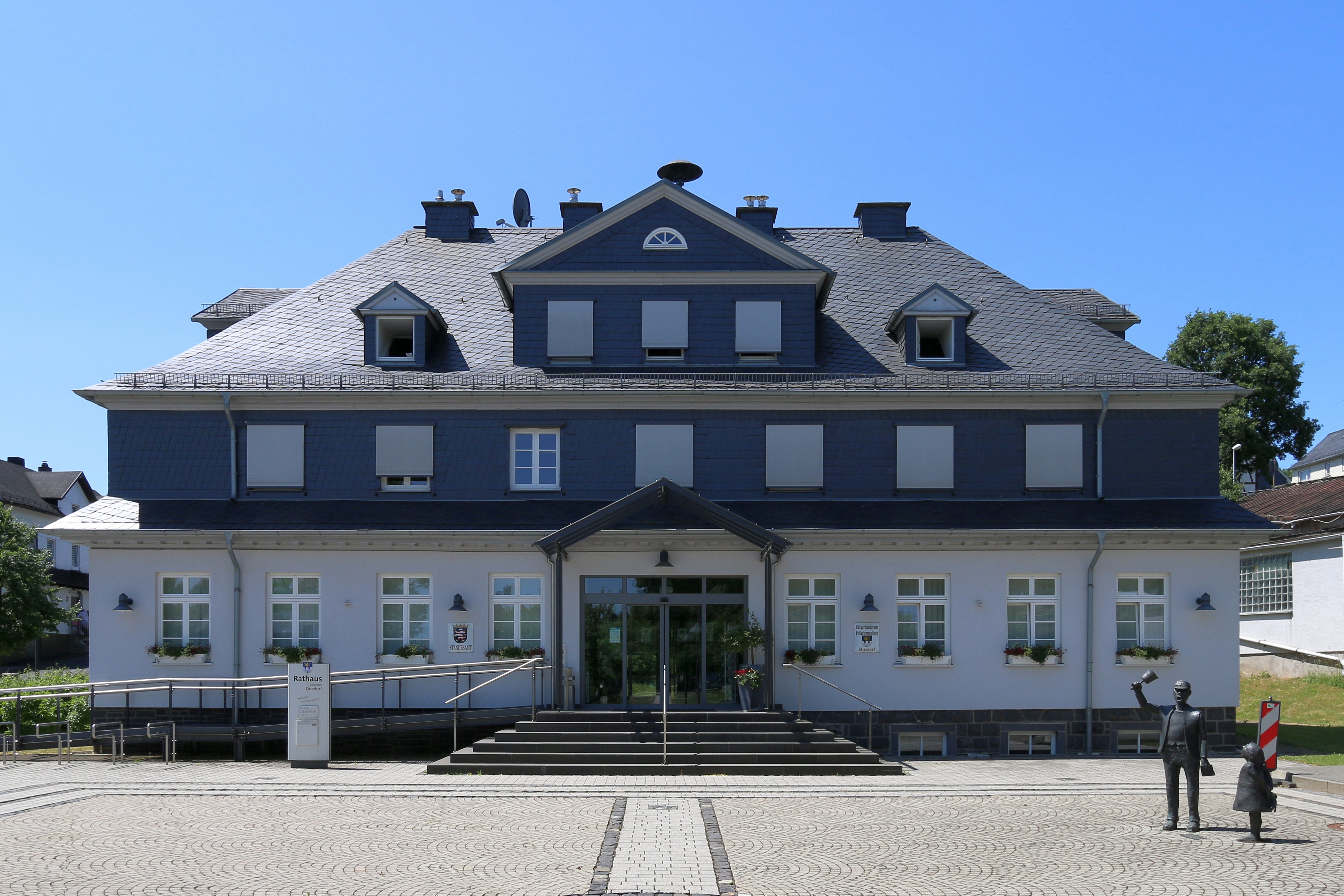
ドリードルフの町役場

### 議会
ドリードルフの町議会は 31議席で構成されている。

### 首長
ヘッセンの自治体法によれば、首長は自治体代表委員会の長である。自治体代表委員会は、ドリードルフの場合には、町長の他8人の名誉職の委員で構成されている。町長は、2016年11月1日にカルステン・ブラウン (CDU) が就任した。彼は、2016年7月10日の選挙で 50.79 % の票を獲得して当選した。

## 文化と見所

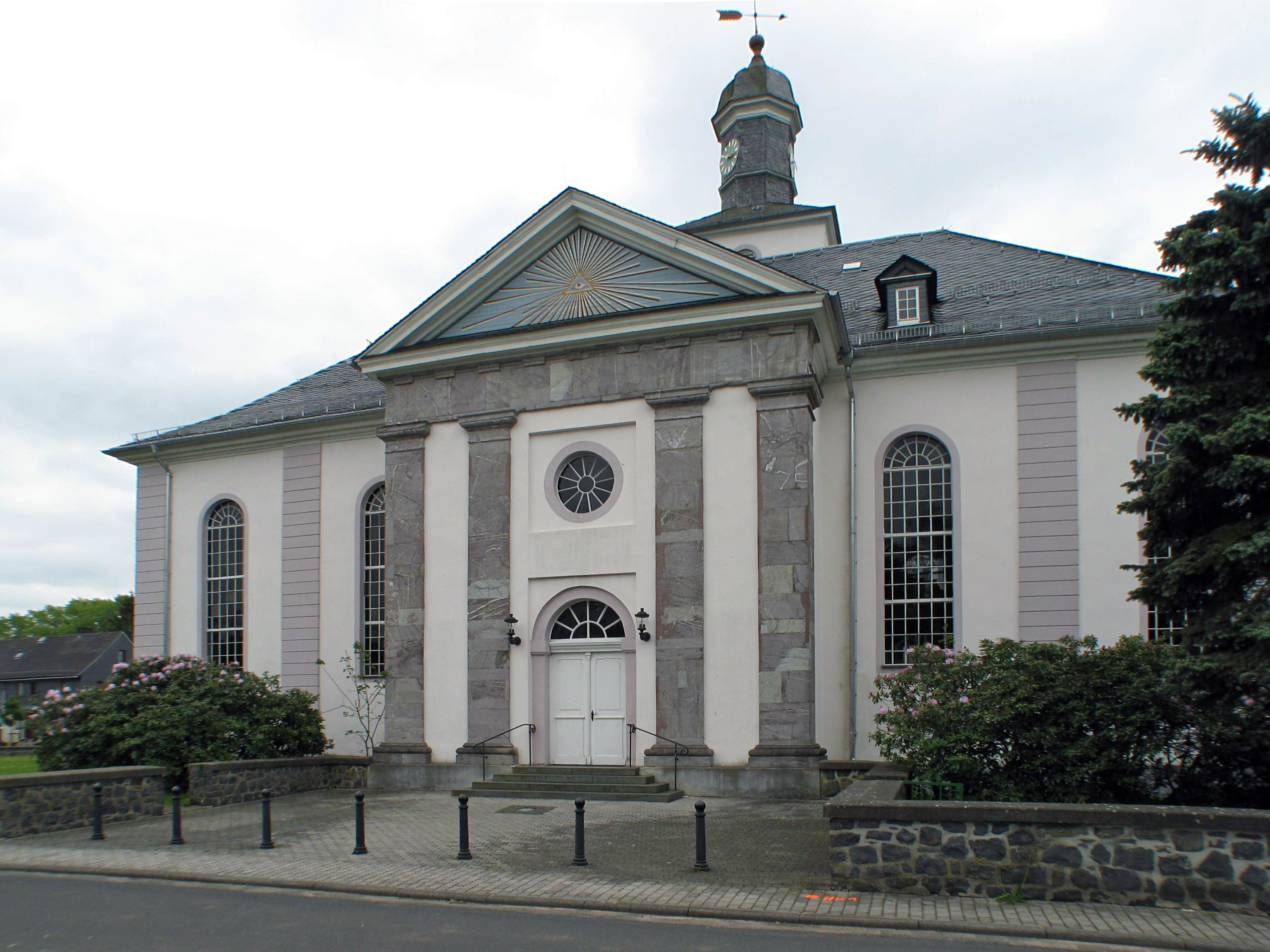
ドリードルフの福音主義教会

ドリードルフには4つの湖がある。大きな湖（ドリードルフ堰止め湖）と小さな堰止め湖がレーバッハ川にある。ハイスターベルガー池とヴィンケルのシュタイブルーフ湖も人造湖である。後者はかつて玄武岩の採石場であった。年月が経つにつれ地下水が満ちて、ASG シェーンバッハの協力で釣り場として、あるいはヘッセン潜水夫連合に潜水場所として利用されている。クロムバッハタール堰は、ドリードルフとレーエとの間に位置しているが、その堰はドリードルフ町内にある。
1819年の火災によってこの集落はほぼ完全に焼失し、ドリードルフは新たに建設された。真っ直ぐな道路が目を惹く。1821年から1927年に領邦建築監督官のフリードリヒ・ルートヴィヒ・シュルンプフの設計に基づいて新しい福音主義教区教会が建設された。
ドリードルフには2つの城趾がある。ユンケルン城趾は自由に立ち入ることができる城趾である。その近くに、オーバーブルク・ドリードルフの城趾もある。
中核地区の北西に、高さ 643 m の、ラーン＝ディル郡最高地点でヴェスターヴァルトのヘッセン部分で最も高いヘルベルク（ヘルコプフとも呼ばれる）がある。
- ユンケルン城趾
- オーバーブルク城趾

## 経済と社会資本

### 交通
町内を連邦道 B414号線と B255号線が通っている。
ドリードルフは1906年から1984年までヘルボルン - モンタバウアー線（ヴェスターヴァルトクヴェーア鉄道）によって旅客運行、貨物運行がなされていたが、廃止され、大部分が撤去された。

### 教育
ドリードルフには、既存の学校形式によらない総合学校ヴェスターヴァルトシューレがある。この学校は1966年から町内全域とグライフェンシュタインのいくつかの地区のための中心となる学校となっている。ヴェスターヴァルトシューレは、約 750人の生徒・児童、61人の教員で運営されている。

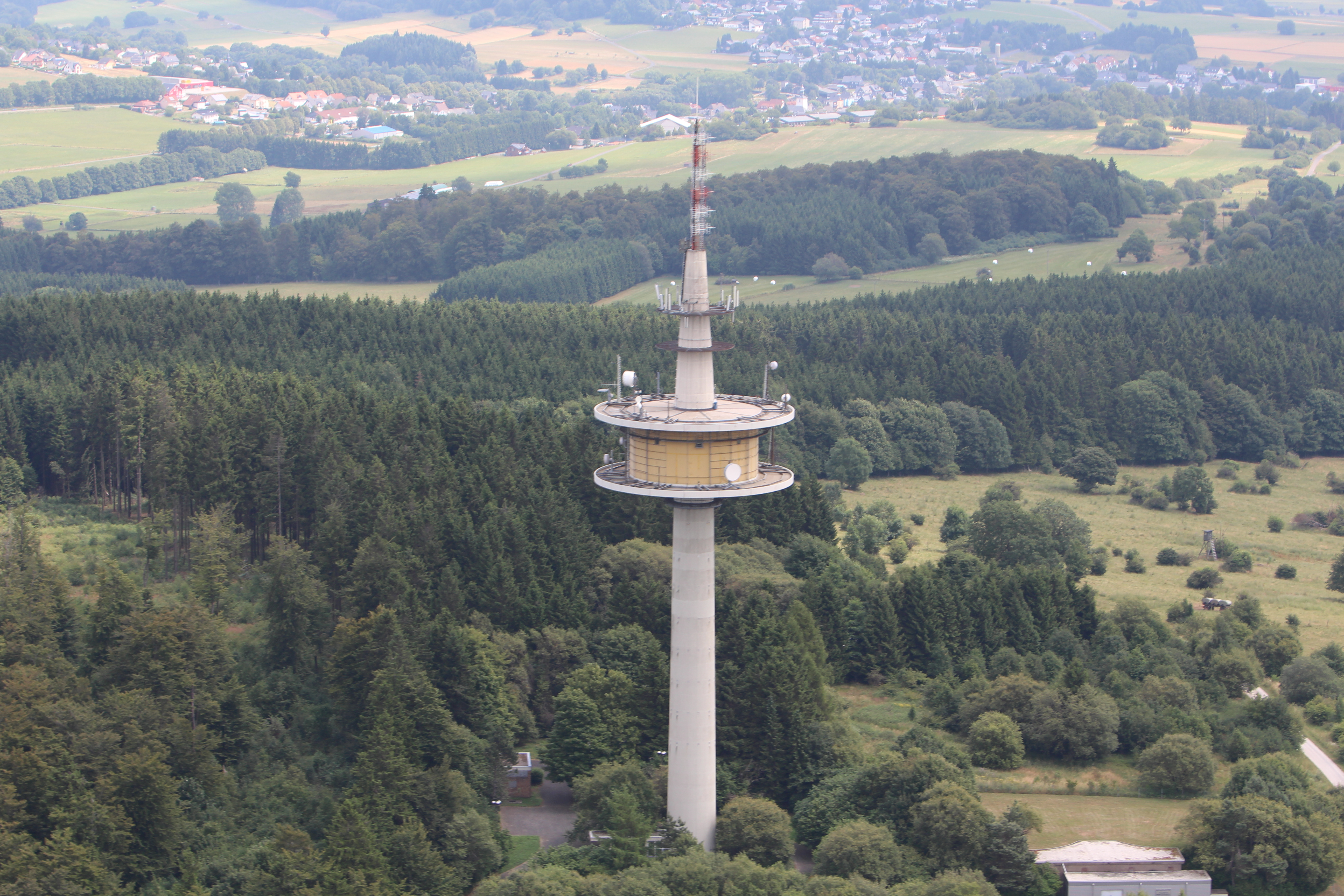
ヘルベルク山頂の送信塔

### 通信
ヘルベルクにドイツテレコム AG の高さ 108 m の鉄筋コンクリート製通信塔が建っている。この塔は、超短波 106.8 MHz、出力 30 kW でヒット・ラジオ FFH の番組も放送している。

### エネルギー

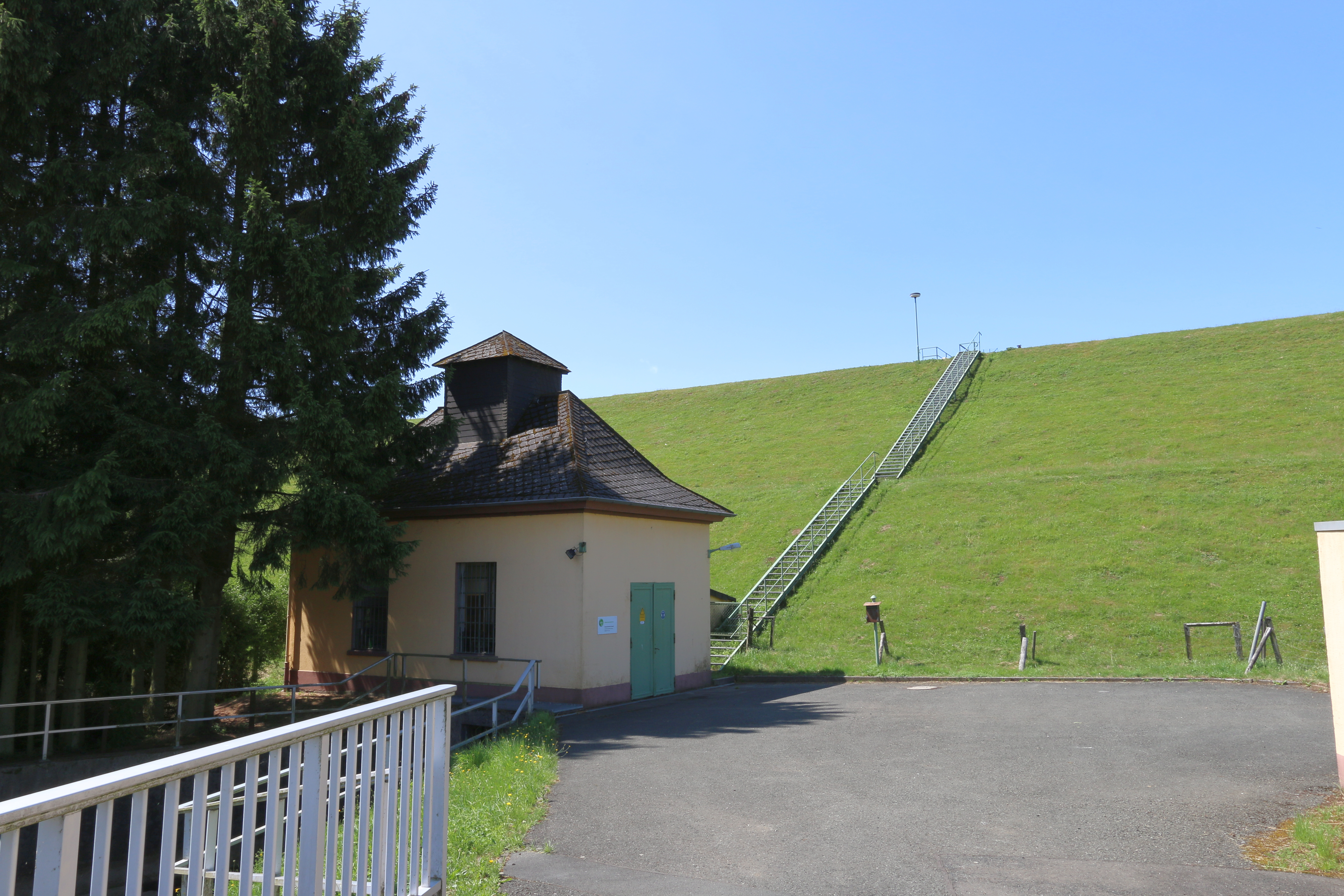
ドリードルフ堰止め湖の水力発電所

ドリードルフの堰止め湖にもクロムバッハタール堰にも水力発電所が設けられている。このドリードルフの発電所は1935年に建設され、フランシス水車によって約 35万 kWh の発電を行っている。クロムバッハタール堰の発電所は1985年に建設された。この発電所ではクロスフロー水車が採用されている。
ドリードルフ町内には、19基の風力発電機が設けられている。これらは主に、ヴァルトアウバッハの南東とマーデミューレンの南の2か所に集まっている。6人の地権者が風車の騒音公害についてギーセン行政裁判所に提訴したが、2012年3月末に敗訴した。ヘッセンで最初の風力発電機は1986年にこの町に設けられた。これらの風力発電機は、2012年現在、約1870万 kWh の電力を発電している。